# عمر الأول (سلطان المالديف)
السلطان أبو الفتح جلال الدين عمر الأول بن صلاح الدين صالح النجلي (الديفيهي: އައްސުލްޠާން އަބުލް ފަތްޙު ޖަލާލުއްދީން ޢުމަރު ވީރު ސިރީ ލޯކައަބާރަނަ މަހާރަދުން)، كان سلطان جزر المالديف من سنة 1306 إلى 1341. وهو ابن السلطان ساليس، حكم السلطان عمر البلاد لمدة 35 عامًا حتى وفاته في 1341. كان لديه ابن اسمه أحمد شهاب الدين وابنتيه خديجة ومريم، خلفه ابنه شهاب الدين، ثم حكمت ابنتيه البلاد في وقت لاحق.